# Conus rufimaculosus
Conus rufimaculosus é uma espécie de gastrópode do gênero Conus, pertencente à família Conidae.